# Alexander Petrowitsch Sumarokow

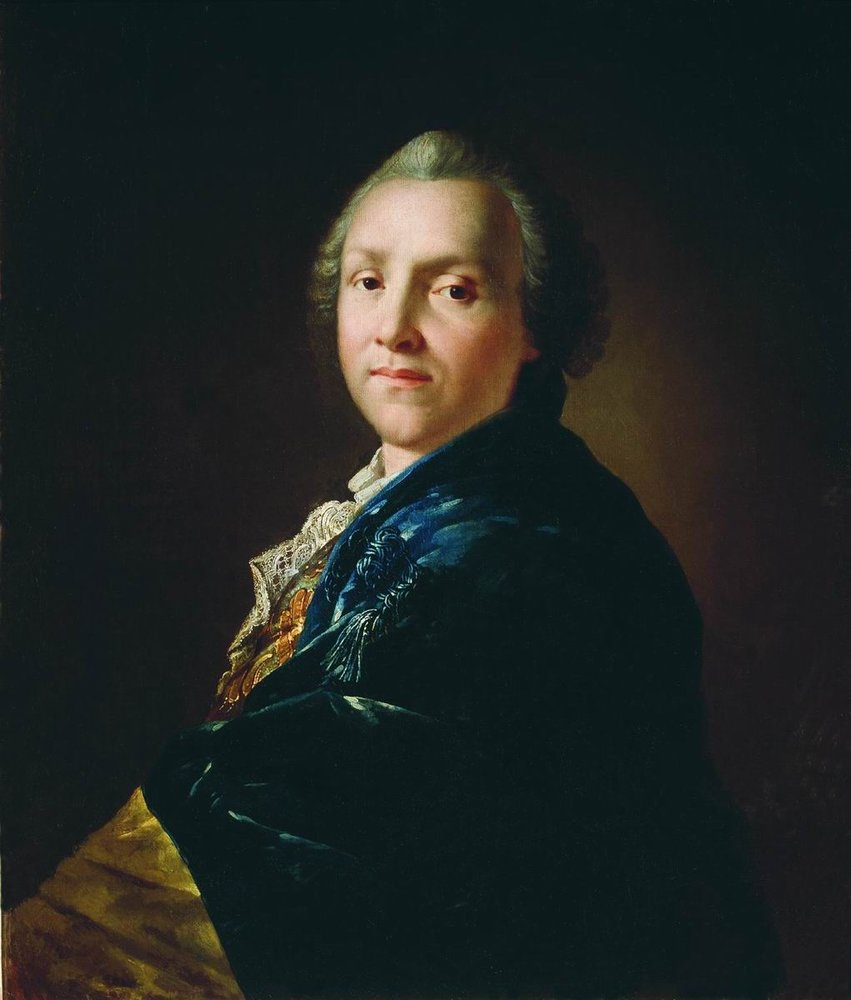
Porträt von Alexander Sumarokow. Anton Lossenko

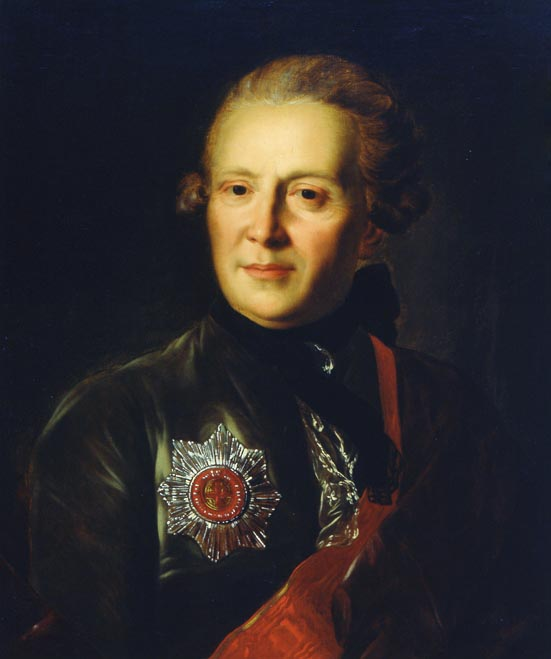
Alexander Sumarokow, 1777, Fjodor Stepanowitsch Rokotow

Alexander Petrowitsch Sumarokow (russisch Александр Петрович Сумароков, wiss. Transliteration Aleksandr Petrovič Sumarokov; * 14. Novemberjul. / 25. November 1717greg. in Moskau; † 1. Oktoberjul. / 12. Oktober 1777greg. ebenda) war ein russischer Dichter, Schriftsteller und Dramatiker des 18. Jahrhunderts.

## Biografie
Alexander Sumarokow wurde in einer adligen Familie geboren. Seine Ausbildung erhielt er zuhause sowie während des Dienstes im Adelskorps, wo er anfing, Psalmen in Gedichte umzuschreiben und am Beispiel Wassili Trediakowskis Oden an das Kaiserliche Haus im Namen des Korps zu verfassen. Ab 1740 diente er in der militärischen Kanzlei unter Burkhard Christoph von Münnich, danach als Adjutant beim Grafen Alexei Rasumowski.
Bekanntheit erlangte er durch seine 1747 geschriebene und am Hofe gespielte erste Tragödie namens Chorew. Sumarokows Stücke wurden von der Jaroslawler Theatertruppe von Fjodor Wolkow gespielt. Als 1756 ein reguläres Theater in Sankt Petersburg gegründet wurde, wurde Sumarokow zu dessen Direktor ernannt. Er blieb lange Zeit der Hauptautor der dort aufgeführten Stücke und wird deshalb nicht selten als „Vater des russischen Theaters“ bezeichnet. Auf Chorew folgten acht Tragödien, zwölf Komödien und drei Opernlibretti.
Parallel dazu entwickelte sich Sumarokow, der sich durch eine äußerst produktive Arbeitsweise auszeichnete, auf anderen Gebieten der Literatur. Nachdem er mehrere Jahre lang ein aktiver Mitarbeiter des akademischen Journals „Monatliche Dichtungen“ war, gründete er 1759 sein eigenes und landesweit erstes privates Journal namens „Fleißige Biene“, das einen satirisch-belehrenden Inhalt hatte. Zwischen 1762 und 1769 veröffentlichte er Fabeln, zwischen 1769 und 1774 Gedichte.
Trotz der Nähe zum kaiserlichen Hof, der Schirmherrschaft hoher Beamter und großer Bekanntheit, beschwerte sich Sumarokow oft über mangelnde Wertschätzung, Zensur und schlechte Bildung des Publikums. 1761 verlor er seinen Posten am Hoftheater und zog 1769 nach Moskau um. Am Hofe vergessen, verarmt und heruntergekommen, starb er am 12. Oktober 1777 und wurde auf dem Friedhof des Donskoi-Klosters begraben.

## Werk
Das Werk Sumarokows entwickelte sich im Rahmen des Klassizismus in der Form, die dieser im Frankreich des späten 17. und frühen 18. Jahrhunderts angenommen hatte. Zeitgenossen bezeichneten Sumarokow deswegen nicht selten als russischen Molière oder russischen Jean de La Fontaine. Die literarische Tätigkeit Sumarokows war äußerst vielfältig und umfasste alle Genres: philosophische, geistige und triumphale Oden, Elegien, Lieder, Epigramme, satirische Werke usw. Er verwendete unterschiedlichste Techniken der Dichtung und experimentierte mit Reimen und Strophenstrukturen.
Sumarokow unterschied sich von Lomonossow jedoch durch sein Streben nach einer weniger „erhobenen“ Thematik. Er brachte Motive persönlichen, manchmal sogar intimen Charakters in sein Werk. Sumarokow schuf eine große Anzahl lyrischer Werke im Genre der Liebeslieder, schrieb Komödien und Satiren. Wie er selbst schrieb, sah er seine Aufgabe darin, durch Spitzen gegen Beamte, Grundbesitzer und andere Gruppen „die Sitten zu berichtigen“. Er hielt Lomonossow für einen offiziösen Dichter und distanzierte sich von ihm.